# Джакомацци, Джованни
Джованни Джакомацци (итал. Giovanni Giacomazzi) (18 января, 1928, Сан-Мартино-ди-Лупари, Италия — 12 декабря, 1995, Милан, Италия) — итальянский футболист. В качестве игрока прежде всего известен выступлениями за клубы «Интернационале» и «Алессандрия (футбольный клуб)», а также национальную сборную Италии. В составе «Интера» становился чемпионом Италии. Играл на позиции защитника.

## Клубная карьера
Воспитанник футбольной школы «Лупаренсе». Профессиональную футбольную карьеру начал в 1948 году в основной команде этого же клуба, проведя там один сезон.
Своей игрой за эту малоизвестную команду привлек внимание представителей тренерского штаба клуба «Интернационале», к составу которого присоединился в 1949 году. Сыграл за «нераззурри» следующие восемь сезонов своей игровой карьеры. Большинство времени, проведенного в составе «Интера», был основным игроком защиты команды. За эти годы дважды становился чемпионом Италии.
В 1957 году заключил контракт с клубом «Алессандрия», в составе которого провел следующие семь лет своей карьеры. Играя в составе «Алессандрии» также выходил на поле в основном составе команды.
Завершил профессиональную игровую карьеру в клубе «Меда», за эту команду выступал на протяжении 1964—1966 лет.

## Карьера за сборную
В 1954 году дебютировал в официальных матчах в составе национальной сборной Италии. За сборную сыграл лишь 8 матчей. В составе сборной был участником чемпионата мира 1954 года в Швейцарии.

## Достижения
- Чемпион Италии (2): 1952/53, 1953/54